# The Wait (film 2016)
The Wait è un film del 2016 diretto da Tiziana Bosco.